# 黑縱帶鸚竺鯛
黑縱帶鸚竺鯛（學名：Ostorhinchus relativus），又稱黑縱帶鸚天竺鯛，為輻鰭魚綱鈎頭魚目天竺鯛科鸚竺鯛屬下的一個種，分布於中太平洋東部馬克薩斯群島海域，深度可達9公尺，體長可達7.4公分，棲息在礁石區，夜間成群活動，屬肉食性，繁殖期時，雄魚具有口孵習性，卵約7日化成仔魚，由雄魚吐出，具短暫的仔魚飄浮期，生活習性不明。